# Tiffany Zahorski
Tiffany Zahorski (* 16. August 1994 in London) ist eine Eistänzerin, die in Wettbewerben seit 2015 für Russland antritt. Sie nahm an den Olympischen Winterspielen 2018 in Pyeongchang teil.

## Karriere
Zahorski trat ab dem Jahr 2009 zunächst zusammen mit Alexis Miart für Frankreich an. Bei den Eiskunstlauf-Juniorenweltmeisterschaften 2011 belegten beide den 4. Platz im Eistanz. Bei den russischen Meisterschaften 2015 trat Zahorski erstmals zusammen mit Jonathan Guerreiro im Wettbewerb an. Im folgenden Jahr nahm Zahorski die russische Staatsbürgerschaft an. An den Olympischen Winterspielen 2018 nahmen Zahorski und Guerreiro als Olympische Athleten aus Russland teil. Das Paar belegte den 18. Platz im Kurztanz und den 14. Platz im Kürtanz, dies ergab in der Gesamtwertung den 13. Platz.

## Ergebnisse
Zusammen mit Jonathan Guerreiro im Eistanz:
| Meisterschaft / Jahr           | 2015    | 2016    | 2017    | 2018    | 2019    | 2020    | 2021    | 2022    |
| ------------------------------ | ------- | ------- | ------- | ------- | ------- | ------- | ------- | ------- |
| Olympische Winterspiele        |         |         |         | 13.     |         |         |         |         |
| Weltmeisterschaften            |         |         |         | 8.      |         |         | 10.     |         |
| Europameisterschaften          |         |         |         | 6.      |         | 6.      |         |         |
| Russische Meisterschaften      | 5.      | 5.      | 5.      | 3.      | 7.      | 3.      | 2.      | 8.      |
| Grand-Prix-Wettbewerb / Saison | 2014/15 | 2015/16 | 2016/17 | 2017/18 | 2018/19 | 2019/20 | 2020/21 | 2021/22 |
| Grand-Prix-Finale              |         |         |         |         | 5.      |         |         |         |
| Cup of Russia                  |         |         | 5.      |         |         |         | 2.      |         |
| Cup of China                   |         |         |         | 4.      |         |         |         |         |
| Trophée Eric Bompard           |         |         |         |         |         | 5.      |         |         |
| Skate America                  |         |         |         | 6.      | 3.      | 5.      |         |         |
| NHK Trophy                     |         |         |         |         | 2.      |         |         |         |